# أمعائيات عاثية بي4
أمعائيات عاثية بي4 هو فيروس من فصيلة فيروسات عضلية وجنس فيروسات شبيهة-P2.